# تحول (من الأفضل الاتصال بسول)
تحول (بالإنجليزية: Switch)‏ هي الحلقة الأولى للموسم الثاني من مسلسل إيه إم سي التلفزيوني الدرامي من الأفضل الاتصال بسول، المسلسل يُعتبر بادئة من مسلسل اختلال ضال. تم بث الحلقة في 15 فبراير 2016 على قناة إيه إم سي بالولايات المتحدة. خارج الولايات المتحدة، تم عرض الحلقة لأول مرة على خدمة البث نتفليكس في عدة بلدان.

## الحبكة

### الافتتاحية
في عرض سريع يتبع أحداث اختلال ضال، يدير "جين" متجرًا للسينابون في أوماها، نبراسكا. عندما يغلق ليلا، أقفل على نفسه عن طريق الخطأ في غرفة القمامة في المركز التجاري. يفكر في استخدام مخرج طوارئ لكنه لا يفعل ذلك لأن الإنذار على الباب سيعلم الشرطة. سمح له عامل النظافة بالخروج بعد ثلاث ساعات تقريبًا، لكن جين نحت «س.غ. كان هنا» في الحائط بمسمار بينما كان ينتظر.

### القصة الرئيسية
رفض جيمي ماكغيل عرض التوظيف المقدم من ديفيس وماين ويذهب في إجازة في فندق فخم تحت اسم مستعار. يواجهه كيم ويكسلر لكن جيمي راضٍ لأن سبب تحوله إلى محامٍ كان لإبهار تشاك ماكغيل، الذي لا يدعمه. يقنع جيمي كيم بمساعدته في خداع كين، وهو رجل أعمال بغيض، بدفع ثمنه الباهظ في حانة تيكيلا. من خلال التجربة، تحتفظ كيم بسدادة الزجاجة المتقنة كتذكار وتقضي الليلة مع جيمي، لكنها تقول إنها لا تريد المشاركة في هذا السلوك طوال الوقت. يتولى جيمي العمل مع ديفيس وماين ويكتشف أن المزايا تشمل سيارة شركة باهظة الثمن بالإضافة إلى مكتب كوكوبولو الذي كان يريده دائمًا. لاحظ جيمي مفتاحًا في الحائط في مكتبه الجديد يحتوي على ملاحظة منشورة عليه تشير إلى أنه لا ينبغي أبدًا إيقاف تشغيله. يطفئه وينتظر لحظة ليرى ما سيحدث. عندما لا يحدث شيء، يعيد تشغيله.
يرفض مايك إيرمنتروت وظيفة أخرى مع دانيال ورمالد («برايس»)، الذي أنفق بعضًا من أمواله على سيارة همر جديدة براقة وباهظة الثمن يعتقد مايك أنها ستلفت الانتباه كثيرًا. يقوم دانيال بطرد مايك لأنه يعتقد أنه لم يعد بحاجة إلى حارس شخصي، متجاهلاً تحذيرات مايك بأنه ليس من الحكمة التعامل مع ناتشو بمفرده. يستغل ناتشو غياب مايك للحصول على عنوان دانيال واسمه الحقيقي من الأوراق الموجودة في حجرة القفازات في هامر.
تعرض منزل دانيال للنهب واتصل بالشرطة مستاءً من سرقة مجموعته القيمة من بطاقات البيسبول. يشك الضباط المستجيبون في طبيعة عملية السطو لأن الأشياء الثمينة بما في ذلك كمبيوتر دانيال والتلفزيون لم يمسها أحد. هم أيضا يشككون في سيارته هامر. عندما فتشوا داخل منزله، وجد الضباط حجرة مخفية في الحائط خلف أريكته، على ما يبدو مكانها وأفرغها السارق.

## الاستقبال

### التقييمات
عند بثها، تلقت الحلقة 2.57 مليون مشاهد أمريكي، ونسبة 18-49 من 1.1.
بما في ذلك مشاهدات لايف+3، شاهد العرض الأول 4.708 مليون مشاهد وحصل على تصنيف 18-49 من 2.1.

### الاستقبال النقدي
تلقت الحلقة مراجعات إيجابية من النقاد. على روتن توميتوز، حصلت الحلقة على تقييم 93% بمتوسط درجات 8.4 من 10 بناءً على 14 تقييمًا.

## الملاحظات
1. ↑  كما هو مشار إليه في «ولاية الغرانيت».
2. ↑  كما رأينا في «ماركو».
3. ↑  كما رأينا في «بيمنتو».

## وصلات خارجية
- «تحول» على إيه إم سي (بالإنجليزية)
- «تحول» على قاعدة بيانات الأفلام على الإنترنت (بالإنجليزية)